# Medaglia di Vittorino da Feltre
La medaglia di Vittorino da Feltre fu realizzata in bronzo dall'artista italiano Pisanello nel 1447 circa e misura 6,5 cm di diametro.

## Storia
Dopo aver coniato la celebre medaglia di Giovanni VIII Paleologo (1438), ristabilendo la tradizione di effigiare personaggi viventi come nelle monete dell'Impero Romano, Pisanello divenne molto richiesto dalle corti italiane, creando una ventina di medaglie.
L'umanista Vittorino da Feltre, precettore dei Gonzaga e di altre importanti famiglie signorili italiane, era morto il 2 febbraio 1446 a Mantova, dove si trovava in quel momento anche Pisanello. La medaglia venne eseguita poco prima o subito dopo, in sua commemorazione.

## Descrizione
L'opera, dai chiari intenti celebrativi, è virtuosamente esente da una retorica troppo artificiosa, riuscendo a sottolineare l'autorità del personaggio con un misurato ricorso ad elementi decorativi.
Sul recto è effigiato di profilo l'umanista in forma di busto, girato a sinistra, vestito di un vistoso cappello. Lungo il bordo corre in senso orario l'iscrizione VICTORINVS FELTRENSIS SVMMVS ("il sommo Vittorino da Feltre").
Sul verso si vede l'immagine simbolica del pellicano al nido, che si riteneva sfamasse i propri piccoli sacrificando le proprie carni: un riferimento alla generosità del maestro. Su due righe lungo il bordo si legge MATHEMATICVS ET OMNIS HVMANITATIS PATER / PISANI PICTO/RIS OPVS ("Matematico e padre di ogni umanità, opera del pittore Pisan[ell]o").